# 程十髮
程十髮（1921年4月10日—2007年7月17日），原名程潼，字十髮，上海松江人，中国画家。现存程十发美术馆。
在人物、花鸟方面独树一帜。在连环画、年画、插画、插图等方面均有造诣。工书法，得力于秦汉木简及怀素狂草，善将草、篆、隶结为一体。

## 生平
1921年4月10日（农历三月初三）生於上海松江縣城外岳庙镇莫家巷，1938年进入上海美术专科学校学习绘画。中华人民共和国成立后，程进入华东人民美术出版社任美术创作员，创作了大量的连环画作品。1957年，参与筹建上海中国画院，转向专门国画创作，1984年出任上海中国画院院长。2005年8月9日因小疝气手術住進華東醫院。
2007年7月17日晚上6點58分因多個器官衰竭病逝於上海華東醫院，終年86歲。葬于上海金山區枫泾镇枫泾公墓。

## 家世
父亲程欣木，取嘉善女子丁织勤为妻，生育一子，取名程潼。小名“美孙”，取祖父程子美之孙意。程氏祖籍金山區枫泾镇，祖上世代行医，积善，在地方上历受称道。
古代有一種度量衡單位叫「髮」和「程」，《說文解字》釋曰：「程，晶也。十髮為程，十程為分，十分為寸。」「程十髮」這名字就是依此據姓取名，體現文字上的機趣。
程十髮已婚，妻子张金锜，长子程助，次子程多多。

## 作品与获奖
有：《列宁在一九一八》、《列宁的故事》、《胆剑篇》、《画皮》、《老孙归社》、《孔乙己》等。《儒林外史》插图获1959年莱比锡国际书籍装帧展览银质奖。《孔乙己》荣获首届全国连环画绘画评奖二等奖。